# Aderus fijianus
Aderus fijianus es una especie de coleóptero de la familia Aderidae. Fue descrita científicamente por George Charles Champion en 1924.

## Distribución geográfica
Habita en las Islas Fiyi.